# Josette Sheeran
Pour les articles homonymes, voir Sheeran.
Josette Sheeran, une diplomate américaine née en 1954, est, depuis avril 2012, vice-présidente du Forum économique mondial.
Elle fut sous-secrétaire d'État aux affaires économiques, commerciales et agricoles dans l'administration Bush, un poste qu'elle occupa à partir du 23 août 2005 jusqu’à ce qu'elle soit nommée onzième directrice générale du Programme alimentaire mondial des Nations unies de mars 2007 à avril 2012. Elle a été nommée à ce poste par le secrétaire général, Kofi Annan, et le directeur général de la FAO (Organisation des Nations unies pour l'alimentation et l'agriculture), Jacques Diouf, le 7 novembre 2006.

## Parcours professionnel

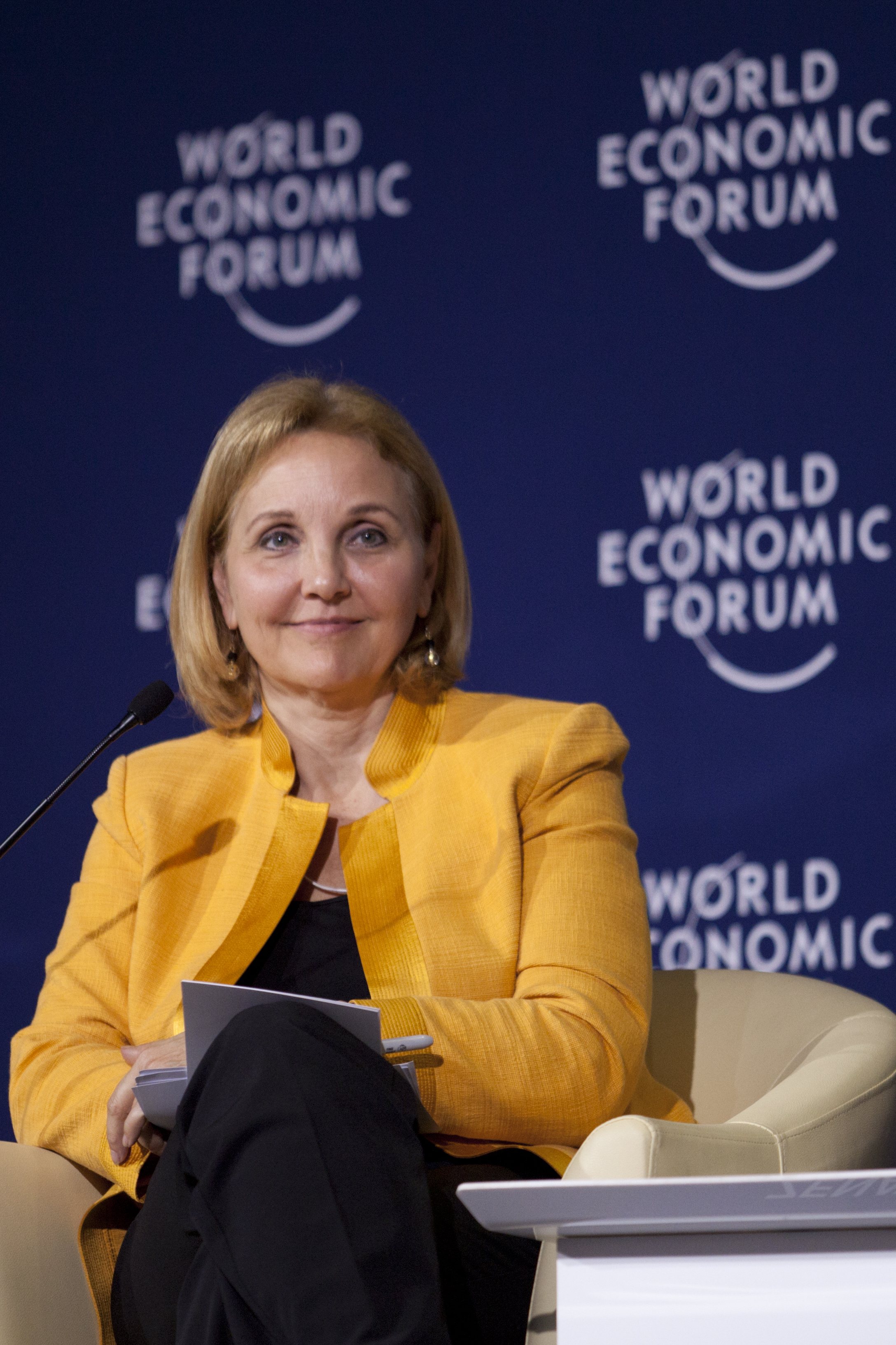
Josette Sheeran, vice-présidente depuis 2012 du Forum économique mondial.

Josette Sheeran a été directrice de rédaction au The Washington Times et a travaillé dans une firme technologique à Wall Street, où elle a mené des opérations avec des entreprises telles que Bank of America, Citibank et Associated Press.
Elle connut sa première expérience en tant que journaliste au sein du réseau News World de New York en 1976. En 1982, elle commença à travailler pour le Washington Times et devint plus tard directrice de rédaction. Elle a interviewé une dizaine de chefs d'État, dont le président nord-coréen Kim Il Sung.
Après s'être dédiée au journalisme, elle fut représentante adjointe des États-Unis pour le commerce extérieur et a participé à de nombreuses négociations internationales, notamment des initiatives pour soutenir la reconstruction et le développement en Afghanistan et en Asie Centrale. Elle a aussi participé à la mise en place de programmes d'aide et de développement dans des pays tels que la Chine, le Pakistan, l'Inde et le Liban. À la suite du tremblement de terre du 8 octobre 2005 qui a dévasté le Cachemire au Pakistan, elle a organisé un groupe de dirigeants d'entreprise américains pour qu'ils apportent des secours à ce pays, et, en 2006, elle a aidé à la collecte de dons destinés à reconstruire le Liban après le conflit israélo-libanais de 2006.
Elle a également contribué à la création de la Société du Millénaire, un organisme public fédéral créé par l'administration Bush, dont la mission est d'aider les pays en développement à atteindre les objectifs de réduction de la pauvreté et de la sous-alimentation, en contrepartie d'engagements institutionnels et économiques tels que l'ouverture aux biotechnologies.
En tant que directrice exécutive du PAM, Mme Sheeran se retrouve en 2007 à la tête de la plus grande organisation humanitaire au monde, avec un personnel de presque 11 000 personnes. L'ONU estime alors à environ 850 millions de personnes dans le monde entier souffrent de la faim et de la malnutrition. La grande majorité des victimes sont des femmes et des enfants.
Mme Sheeran estime que la sous-alimentation chronique peut être vaincue et a affirmé son engagement en faveur de la réalisation du premier objectif du Millénaire pour le développement, celui de réduire par moitié l'extrême pauvreté et la faim.
En janvier 2012, elle annonce qu'au terme de son mandat, elle prend la vice-présidence du Forum économique mondial.
En 2020, pendant la pandémie de Covid-19, elle est conférencière d'ouverture du forum « Combattre le racisme à l'ère du COVID », organisé en partenariat entre Asia Society et Coalition de la côte Est pour la tolérance et la non-discrimination.

## Associations/prix décernés
Josette Sheeran est membre du Conseil des relations étrangères depuis les années 1990 et a fait partie de son Comité Consultatif à Washington. En 1997, elle a été nommée une des 100 femmes les plus puissantes de Washington, par le magazine Washingtonian. En 2011, Forbes la nomme comme la 30e femme la plus puissance du monde.
Elle a aussi participé à de nombreux conseils, dont le Washington Urban League et le Negro College Fund's Washington advisory board. Elle a également reçu de nombreux prix, dont le Press Award for Journalistic Achievement by the National Order of Women Legislators.

## Vie privée
Elle est actuellement divorcée et a été membre de l'Église de l'Unification de 1975 à 1996 avant de rejoindre l'Église épiscopale des États-Unis.